# Kabłączek skroniowy

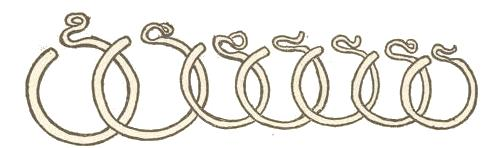
Kabłączek skroniowy – kobieca ozdoba słowiańska

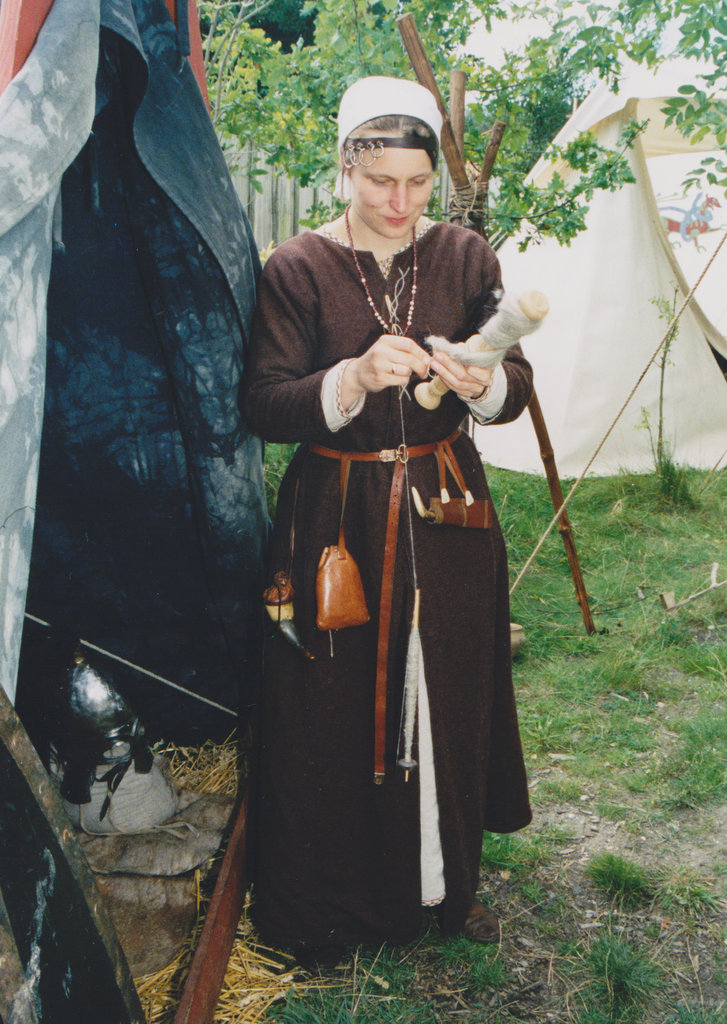
Kobieta z przyczepionym kabłączkiem skroniowym

Kabłączek skroniowy – wczesnośredniowieczna, kobieca ozdoba słowiańska w kształcie otwartego krążka, często z charakterystycznym esowatym zakończeniem. Używana od VII/VIII do XIII wieku. Przypinana w okolicy skroni do czepca lub zakładanej na czoło, skórzanej lub płóciennej przepaski.
Wykonywana z brązu, ołowiu, srebra, złota lub cyny. 
W literaturze polskiej nazwa kabłączki użyta zostala po raz pierwszy w 1883 roku dla określenia przedmiotu mającego kształt otwartego pierścienia wygiętego w kabłąk o jednym końcu uformowanym w esowate uszko. W końcu lat 40. XX wieku uznano, że cechą wyróżniającą ten typ ozdób jest sposób ich noszenia. Tak więc są to przedmioty metalowe służące do ozdabiania głowy, noszone w okolicy skroni i stąd wzięły swoją nazwę.
Kabłączki skroniowe były ozdobą kobiet i młodych dziewcząt. Tylko w wyjątkowych przypadkach znajdowano je w grobach męskich, ale ich usytuowanie świadczy, że zostały włożone do grobów w charakterze daru, a nie ozdoby. W pochówkach żeńskich znajdowane są w okolicach czaszki, najczęściej pojedynczo z jednej lub obydwu jej stron. Jednak równie często pojawiają się w większej ilości, nawet do 11 sztuk, przy czym wówczas przy jednej skroni występuje więcej egzemplarzy, niż przy drugiej.
O sposobie noszenia kabłączków skroniowych można wnioskować dzięki znaleziskom kabłączków wraz z fragmentami skóry, tkaniny i sznurków Inianych. W pasku skóry lub tkaniny nacinano otworki, przez które przewlekano kabłączki. Esowate uszko nie pozwalało na wysunięcie się ozdoby z opaski. Jeśli w opasce miało być umieszczonych kilka egzemplarzy, to otworki robiono jeden za drugim. Innym sposobem mocowania kabłączków było przyszywanie lub przywiązywanie ich do opaski sznurkiem. W niektórych pochówkach zaobserwowano stosowanie obydwu metod mocowania kabłączków, czyli przewlekano je przez otwory w czółkach (opaskach) i dodatkowo jeszcze przytwierdzano sznurkiem.
Podstawowym surowcem do wyrobu kabłączków skroniowych był brąz i srebro. Nieco rzadziej do ich produkcji używano ołowiu i cyny lub stopu obydwu tych metali.